# 庫爾帕卡卡山 (庫斯科-普諾)
13°39′40″S 70°42′44″W / 13.66111°S 70.71222°W
庫爾帕卡卡山（Jolpajaja），是秘魯的山峰，位於該國東南部庫斯科大區和普諾大區，由卡曼蒂區、馬爾卡帕塔區和奧利亞切阿區負責管轄，屬於韋爾卡努塔山脈的一部分，海拔高度約4,900米。